# Mierków (przystanek kolejowy)
Mierków – zamknięty w 1986 roku przystanek osobowy w Mierkowie na linii kolejowej nr 275 Wrocław Muchobór – Guben, w województwie lubuskim.